# Seconde expédition Grinnell
La seconde expédition Grinnell (en anglais : Second Grinnell expedition) est, entre 1853 et 1855, une expédition américaine financée par Henry Grinnell pour déterminer le sort de l'expédition Franklin. Dirigée par Elisha Kane, l'équipe explore une zone au nord-ouest du Groenland, désormais appelée Terre de Grinnell.
Sans parvenir à déterminer le sort de l'expédition de John Franklin, elle établie toutefois un nouveau record de pénétration vers le nord, délimité 1 540 kilomètres de côtes inexplorées au nord de 82e parallèle nord et découvert ce que Kane pense être une mer libre du pôle depuis longtemps recherchée.
Kane recueille de précieuses observations géographiques, climatiques et magnétiques avant d'abandonner le brick USS Advance à la banquise en 1855. Alors que trois membres de l'équipage sont perdus, le voyage épique des survivants inspire le public comme un récit vivant de la survie dans l'Arctique.